# James Vanlandschoot
James Vanlandschoot (Bruges, 26 d'agost de 1978) és un ciclista belga, que va ser professional del 2001 fins al 2015.

## Palmarès
- 2000
- 1r a la Dos dies del Gaverstreek i vencedor d'una etapa
  - Vencedor d'una etapa al Triptyque des Monts et Châteaux